# آراپاهو (کلرادو)
آراپاهو (به انگلیسی: Arapahoe) یک منطقهٔ مسکونی در ایالات متحده آمریکا است که در شهرستان شاین، کلرادو واقع شده‌است. آراپاهو ۱٬۲۲۲ متر بالاتر از سطح دریا واقع شده‌است.